# ADO Den Haag in het seizoen 2009/10 (vrouwen)
Het seizoen 2009/2010 is het 3e jaar in het bestaan van de Haagse vrouwenvoetbalclub ADO Den Haag. De club kwam uit in de Eredivisie en heeft deelgenomen aan het toernooi om de KNVB beker.

## Wedstrijdstatistieken

### Eredivisie
|       | AZ    | Willem II | FC Twente | FC Utrecht | sc Heerenveen |
| ----- | ----- | --------- | --------- | ---------- | ------------- |
| Thuis | 1 – 0 | 1 – 0     | 1 – 3     | 1 – 0      | 0 – 0         |
| Uit   | 1 – 2 | 3 – 1     | 0 – 2     | 1 – 0      | 0 – 0         |
|       |       |           |           |            |               |
| Thuis | 2 – 2 | 2 – 0     | 2 – 2     | 3 – 0      | 1 – 0         |
| Uit   | 1 – 0 | 2 – 1     | 0 – 1     | 0 – 1      | 1 – 2         |

### KNVB beker
| 2e ronde                                | SV Saestum   | 1 – 5 (? – ?) | ADO Den Haag              |  |
| Plaats: Zeist Sportpark SV Saestum      | Onbekend     |               | Onbekend                  |  |
| Achtste finale                          | ADO Den Haag | 0 – 1 (0 – 0) | Ter Leede                 |  |
| Plaats: Sassenheim Sportpark Roodemolen |              |               | 67' Kimberley Vermeij (p) |  |

## Statistieken ADO Den Haag 2009/2010

### Eindstand ADO Den Haag Vrouwen in de Eredivisie 2009 / 2010
| Stand | Gespeeld | Gewonnen | Gelijk | Verloren | Punten | Doelpunten voor | Doelpunten tegen | Gele kaarten | Rode kaarten |
| ----- | -------- | -------- | ------ | -------- | ------ | --------------- | ---------------- | ------------ | ------------ |
| 2e    | 20       | 11       | 4      | 5        | 37     | 24              | 16               | 5            | 0            |

### Topscorers
| #      | Naam                | Goal |
| ------ | ------------------- | ---- |
| 1.     | Lisanne Grimberg    | 7    |
| 1.     | Renate Jansen       | 7    |
| 2.     | Sheila van den Bulk | 3    |
| 2.     | Jill Wilmot         | 3    |
| 3.     | Kirsten Koopmans    | 2    |
| 4.     | Mandy van den Berg  | 1    |
| 4.     | Marelle Worm        | 1    |
| Totaal | Totaal              | 24   |

| #      | Naam                        | Goal |
| ------ | --------------------------- | ---- |
| –      | Onbekend (Tegen DTS '35)    | 5    |
| –      | Onbekend (Tegen SV Saestum) | 5    |
| Totaal | Totaal                      | 10   |

### Kaarten
| #      | Naam              |   |
| ------ | ----------------- | - |
| 1.     | Esther Scheenaard | 2 |
| 1.     | Marelle Worm      | 2 |
| 2.     | Elise Tak         | 1 |
| Totaal | Totaal            | 5 |

| #      | Naam        |   |
| ------ | ----------- | - |
| –      | Geen speler | 0 |
| Totaal | Totaal      | 0 |

| #      | Naam        |   |
| ------ | ----------- | - |
| –      | Geen speler | 0 |
| Totaal | Totaal      | 0 |